# 野坂なつみ
野坂 なつみ（のさか なつみ、1970年〈昭和45年〉5月26日 - ）は、日本の元AV女優で、現在はギタリストの野村義男の妻、二児の母。
血液型A型。身長：165cm。スリーサイズ：B81・W57・H84。

## 略歴
1989年にダイヤモンド映像から本番中でも眼鏡を外さない娘として『埼玉エマニエル夫人』でAVデビュー。デビュー当時は、ダイヤモンド映像の専属で、いわゆる「村西軍団」の一人。顔射の瞬間になって初めて眼鏡を外すという村西とおる発案のギミックが売りだった（当時、村西は、専属のAV女優を売り出すため、風変わりな芸名をつけたり、何かしらのギミックをさせたりすることが恒例となっていた）。ギミックなので、当然、この眼鏡は伊達眼鏡である。
このことから、AV雑誌などでは2008年5月頃に時東ぁみと対比して「元祖めがねっ娘」などと紹介されている。ただし、後年、ダイヤモンド映像の専属を離れて以降は、眼鏡を掛けずに出演している作品も多い。
テレビ東京の深夜番組『ギルガメッシュないと』で飯島愛についで看板をはった人気AVスター。同番組にてなぎら健壱と共演していたコーナー「夜食ばんざい」は大人気になる。
アダルトアニメの『妖獣教室』では松坂季実子とともに声の出演をしている。
1992年、真島昌利の楽曲にRAW LIFEにsexy voiceとして参加。
1993年頃、引退。1995年、野村義男と結婚。結婚発表をした日は同年1月17日、阪神・淡路大震災が起きた当日であったこともあり、大きなニュースとして取り上げられなかった。また、一部週刊誌やスポーツ新聞は、未曾有の出来事が起きているさなかにハレの記者会見を行うのは配慮に欠ける、記者会見は日を改めるべきであった、と不快感を記事にした。
2005年11月に第二子が誕生している。また、引退以降は、基本的にテレビ等での顔出しはNGである。

## 作品

### アダルトビデオ（撮り下ろし）
- 埼玉エマニエル夫人（1989年5月27日、ダイヤモンド映像）ビデオ倫理No.90674
- 美人スチュワーデス・なつみ（ダイヤモンド映像）ビデオ倫理No.90984
- エロティズムを超えて（ダイヤモンド映像）ビデオ倫理No. 893393
- 友達の姉さん・なつみ（1990年3月21日、ダイヤモンド映像）
- 埼玉花ビラ回転夫人（ダイヤモンド映像）ビデオ倫理No.901710
- 性類憐みの令（ダイヤモンド映像）ビデオ倫理No.902093
- 美人女教師なつみ（ダイヤモンド映像）ビデオ倫理No. 902450
- 若奥様なつみ（ダイヤモンド映像）ビデオ倫理No.902827
- はやすぎてもイケないの（ビックマン）共演:松坂季実子、桜木ルイ、田中露央沙、沙羅樹 ビデオ倫理No.902842
- 団地妻・なつみ（1990年11月1日、ダイヤモンド映像）ビデオ倫理No.903255
- 美人看護婦・なつみ（せいふく舎）ビデオ倫理No.903463
- ドキュメント野坂なつみ（ダイヤモンド映像）ビデオ倫理No.903774
- 狭き門にイレて（1990年、ダイヤモンド映像）ビデオ倫理No.904552
- ワイルド・アット・ハート（ビックマン）
- あ~あっでちゃった（1991年5月28日）
- なつみ 1/2（ビックマン）ビデオ倫理No.911607
- 金閣寺3（VIP）ビデオ倫理No.912578
- お尻からどうぞ（1991年10月5日、MARIANA）ビデオ倫理No.913159
- 野坂なつみを犯る（1991年10月12日、ステラ）ビデオ倫理No.912944
- OL美獣（HRC）
- 愛奴被虐・なつみのボディコン調教（大洋図書）ビデオ倫理No.913145
- 痴漢メロメロ満員電車（1991年10月25日、二見書房 MV-058）共演:吉沢あかね、渡辺ちひろ ビデオ倫理No.913184 全3名
- 女狐（1991年11月8日、アリスJAPAN KA-1431）ビデオ倫理No.913177
- OL美獣(2)（1991年11月20日、HRC）ビデオ倫理No.913646
- ホールどアップ7（1991年12月6日、VIP）ビデオ倫理No.913941
- ハイレグだらけの水着大会（新東宝）※ 白組キャプテンとして出演、紅組キャプテンは桜樹ルイ
- スキャンダルSPECIAL（1992年1月24日、シネマジック）
- あぶない放課後 女教師スペシャル 13（1992年2月13日、V&Rプランニング）ビデオ倫理No.914815
- 激闘45分!勝ちヌキアヘアヘマッチ（1992年2月22日、大陸書房）
- 倒錯=なつみ（1992年2月28日、シネマジック）ビデオ倫理No.914876
- ボディコン奴隷女教師（シネマジック）ビデオ倫理No.914500
- 原色VIDEO図鑑 高級制服倶楽部 Vol.4（1992年3月8日、宇宙企画）他出演:森下あみい、原田ひかり、坂上みさと、衣さよこ ビデオ倫理No.914582
- やられっぱなし（1992年3月31日、ビップ ）ビデオ倫理No.914298
- 原色VIDEO図鑑 OL倶楽部 8（1992年5月31日、宇宙企画）ビデオ倫理No.920838
- ボディコン・ハンター スペシャル 野坂なつみ・いとうしいな・朝比奈樹里・浅井理恵 他（1992年6月5日、シネマジック）全7名 ビデオ倫理No.921041
- なつみがHになった理由（1992年6月19日、シネマジック）ビデオ倫理No.921436
- 女子高同窓会 アレがスキ!（1992年6月25日、ユープロビジョン）共演:森川いづみ、吉沢あかね、芹沢里緒 ビデオ倫理No.915018
- ベストコレクション お口が汚れちゃう（ビックワークス）ビデオ倫理No.921535
- 犯し舐め猫 狂態マタタビダンスイズハッピー（ビックマン）ビデオ倫理No.923005
- 女子大生わいせつ集団（1992年8月15日、大陸書房）共演:大友梨奈、渡辺千尋
- スキンレス・ガールズ 剥いだら、もう、絶頂（1992年9月25日、シネマジック）他出演:青山麗、林由美香 ビデオ倫理No.922530
- ビショ濡れG感覚! ワイルド・アット・ヒート（SOAP）ビデオ倫理No.924171
- ヌレ過ぎて困るの あぁーッという間に感電下半身（タイムアロー）ビデオ倫理No.932595
- 奴隷女教師スペシャル 生徒の知らない私の秘密（1994年7月1日、シネマジック）共演:藤沢おりえ、河村弥代生
- 逆ハーレム・淫蕩の館
- 狭き門にイレテ
- 妖獣教室（アニメ）（1990年5月25日、大映）監督:福多潤 - 声の出演 共演:松坂季実子
- 妖獣教室 2（アニメ）（1990年7月27日、大映）監督:福多潤 - 声の出演 共演:松坂季実子

### アダルトビデオ（編集もの、BESTもの、ほか）
- 奥までしりたいの（1999年8月20日）
- 野坂なつみのレイプな若妻（2001年9月3日、ニューシネマジャパン）
- vintage 野坂なつみ（2003年8月22日、エイジーエイ DVIN-004）※3作品収録
- 野坂なつみHISTORY（2003年8月22日、アトラス21）
- Re:野坂なつみ（2004年3月26日、ロイヤルアート）
- OL美獣（2004年4月9日、HRC）
- THE☆永久保存版 野坂なつみスペシャル（2004年5月24日、ニューシネマジャパン）
- LEGEND GIRLS 8（2005年4月8日、HRC）他出演:牧本千幸、金沢文子、加藤ゆりあ、麻生早苗
- 性類憐みの令（2005年8月30日、ダイヤモンド映像）
- 美人女教師・なつみ（2005年8月30日、ダイヤモンド映像）
- 若奥様・なつみ（2005年8月30日、ダイヤモンド映像）
- ドキュメント・野坂なつみ（2005年8月30日、ダイヤモンド映像）
- 美人スチュワーデス・なつみ（2005年8月30日、ダイヤモンド映像）
- 団地妻・なつみ（2005年8月30日、ダイヤモンド映像）
- 埼玉花ビラ回転夫人（2005年8月30日、ダイヤモンド映像）
- 野坂なつみ 大全集 4時間＋4時間2枚組（2006年11月24日、日本メディアサプライ）9作品を収録
- 蘇る伝説のアクトレスたち Legend Plus（2007年12月7日、エー・エス・ジェイ）他出演:木田彩水、薬師丸ひろ美
- 友達の姉さん（2008年3月25日、デジワークス）
- スターファイル（2010年2月28日、マキシング）

### 映画
- 大巨乳 のしかかる（1990年12月公開、エクセス）監督:村西とおる 主演:松坂季実子 [3]
- 女子大生 わいせつ集団（1991年12月13日公開、エクセス）監督:神野太 - 主演 [4]
- M／村西とおる狂熱の日々（2019年11月30日公開、東映ビデオ）監督:片嶋一貴 [5]

### オリジナルビデオ
- 冒険してもいい頃（1992年12月19日、ケイエスエス）監督:小林要 共演:飯島愛、吉岡真由美、深田みき [6]

## 書籍

### 雑誌
- オレンジ通信 1992年04月号（表紙）